# Sergei Sawwitsch Serafimow

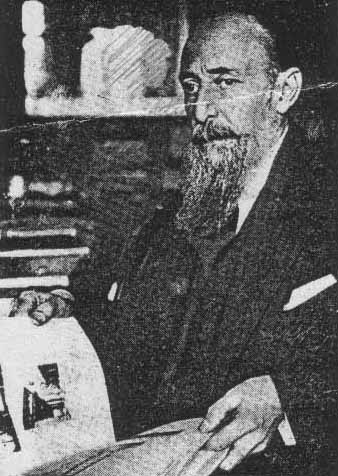
Sergei Sawwitsch Serafimow

Sergei Sawwitsch Serafimow (russisch Сергей Саввич Серафимов; * 2. Oktoberjul. / 14. Oktober 1878greg. in Trapezunt; † 21. November 1939 in Leningrad) war ein russisch-sowjetischer Architekt und Hochschullehrer.

## Leben
Serafimow studierte an der Kunstschule Odessa mit Abschluss 1901 und anschließend an der Kunsthochschule der Kaiserlichen Akademie der Künste in St. Petersburg. Während der Russischen Revolution 1905 beteiligte er sich an revolutionären Aktivitäten, so dass er zwei Jahre lang vom Studium ausgeschlossen war. In dieser  Zeit arbeitete er bei dem Architekten Fredrik Lidvall an der Innenausstattung des St. Petersburger Grand Hotel Europe mit. Seine Diplomarbeit über ein Staatsdumagebäude fertigte er 1910 in Alexander Pomeranzews Atelier an.
Serafimow baute in St. Petersburg 1911–1912 das A.-K.-Benigsen-Wohnhaus, das von Hyppolit Pretreaus 1909 projektiert worden war. 1912–1915 baute er zusammen mit D. M. Iofan (Bruder Boris Iofans) die Hauptstaatskasse in St. Petersburg, Nabereschnaja Fontanka 70–72.
Nach der Oktoberrevolution lehrte Serafimow am Leningrader Höheren Künstlerisch-Technischen Institut (LWChTI), das nach der Oktoberrevolution aus der Kaiserlichen Akademie der Künste entstanden war. Er war Professor und Doktor der Architektur. Zu seinen Schülern gehörten  Lew Abramow, Armen Barutschew, Alexander Welikanow, Wladimir Gaikowitsch, Leonid Poljakow, Wladimir Munz, Jakow Swirski, Georgi Schtschuko, Igor Roschin, Alexander Chrjakow u. a.
1925 gewann Serafimow zusammen mit Samuil Krawez, Mark Felger und Pawel Rottert den Wettbewerb für den Bau des Hauses der Staatlichen Industrie der USSR Derschprom in Charkow. Das konstruktivistische Projekt wurde 1925–1928 am heutigen Charkower Freiheitsplatz realisiert.
1930 gewann Serafimow mit Marija Alexandrowna Sandberg-Serafimowa den Wettbewerb für den Bau des Hauses der Projektierungsgesellschaft Domprojektostroi in Charkow. Den 2. Preis erhielten die Brüder Wesnin. Der Charkower Architekt Grigori Janowizki erhielt den 3. Preis. Serafimow führte den Bau am Freiheitsplatz 1930–1932 durch. Das Gebäude wurde im Deutsch-Sowjetischen Krieg stark beschädigt, dann wieder aufgebaut und mehrfach umgebaut. Seit 1957 ist es das Hauptgebäude der Universität Charkow.
Serafimow starb in Leningrad und wurde auf dem Wolkowo-Friedhof an den Literatenbrücken begraben.

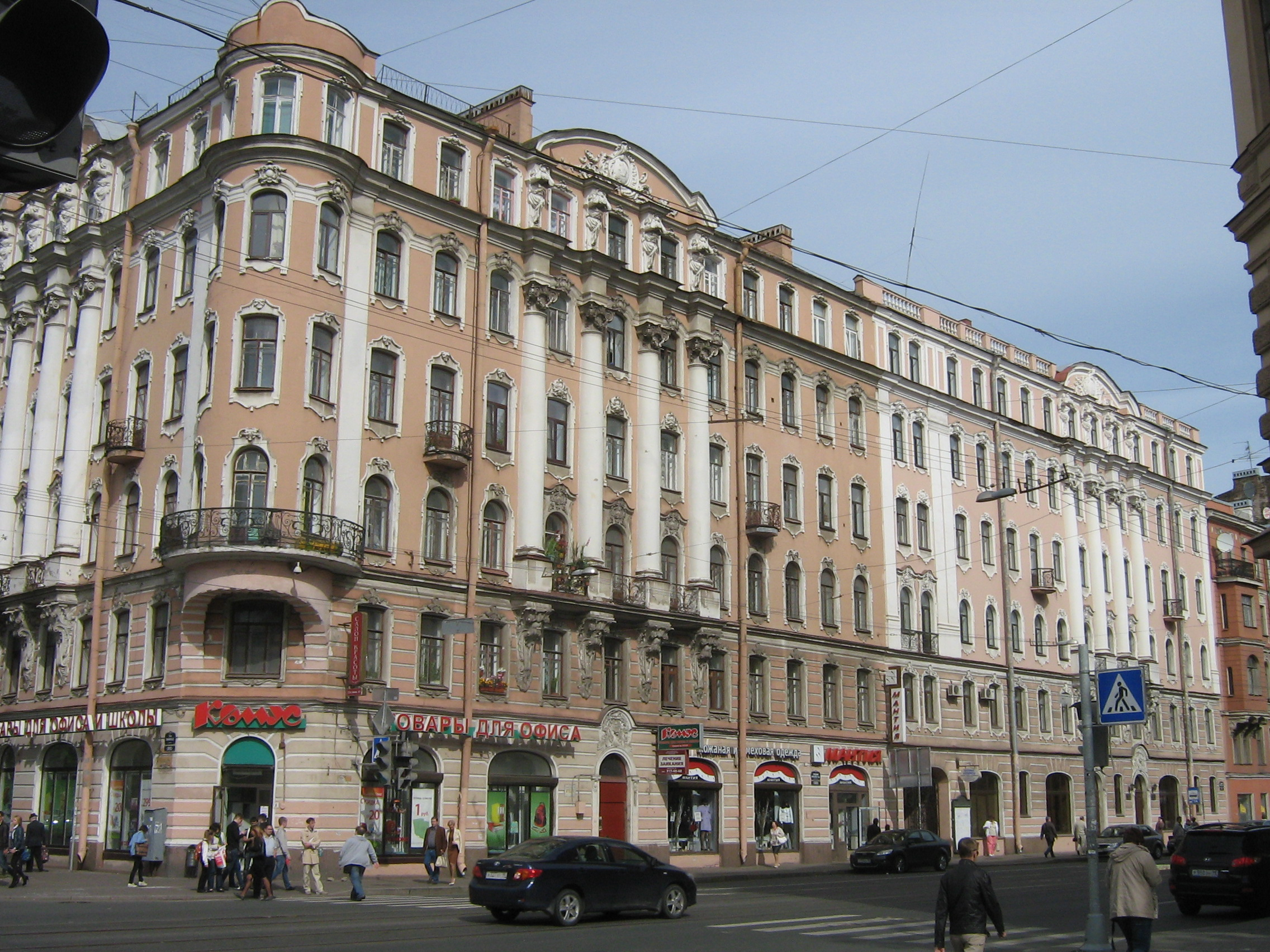
A.-K.-Benigsen-Wohnhaus, Sredni Prospekt 51–53, St. Petersburg
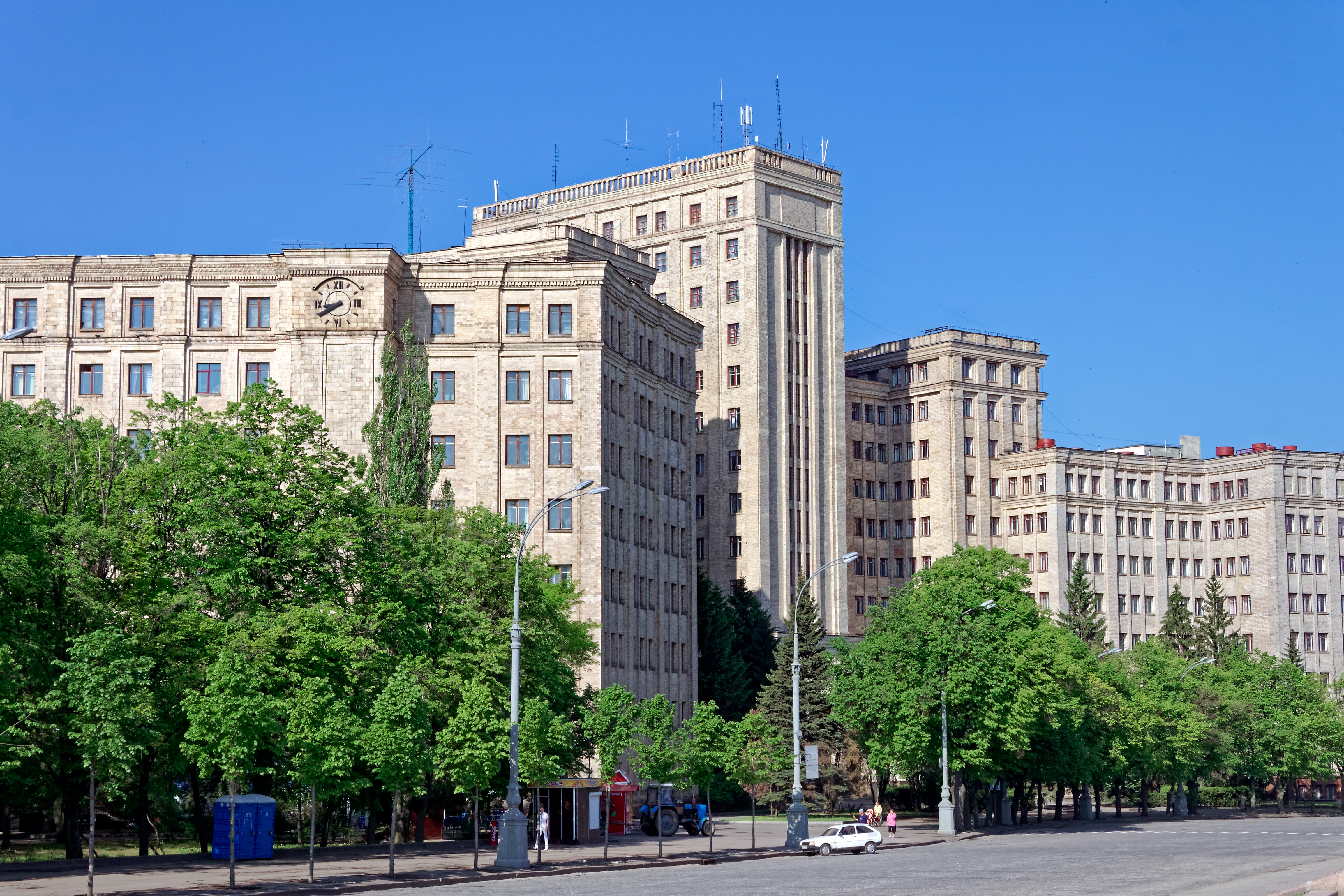
Hauptgebäude der Universität Charkow
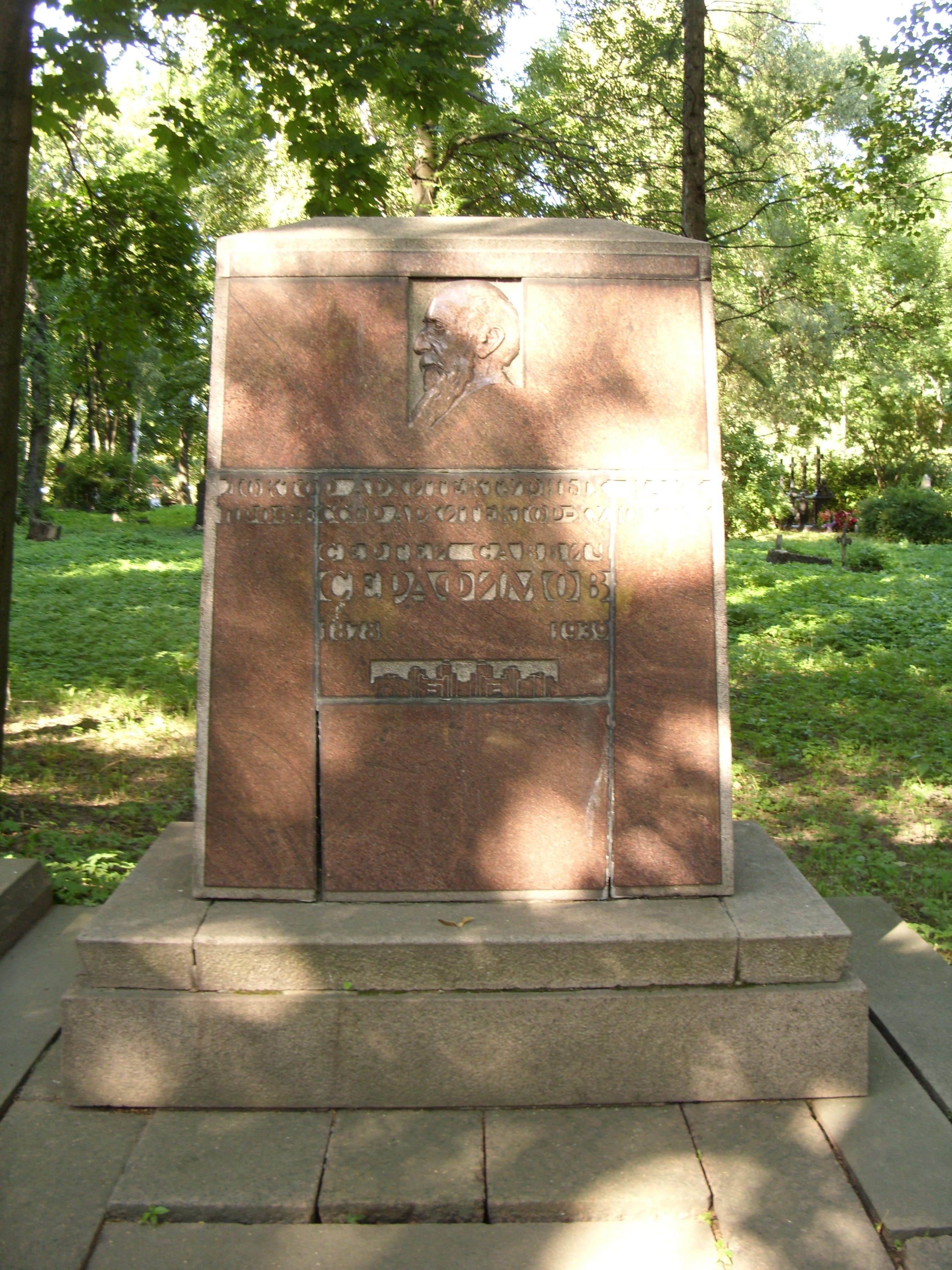
Serafimows Grabstein